# Tall Bull
Tall Bull (« Grand Taureau ») (1830 - 11 juillet 1869) (Hotóa'ôxháa'êstaestse) était un chef Cheyenne des Chiens soldats (l'une des sociétés guerrières cheyennes). Métis cheyenne et lakota, comme de nombreux autres Chiens soldats, il s'identifiait comme Cheyenne.
Il fut tué au cours de la bataille de Summit Springs dans le Colorado par le major Frank North, chef des Pawnee Scouts,.

## Commandement
Tall Bull était l'un des grands chefs des Cheyennes du Sud, chef de guerre des Chiens soldats. En 1864, Il commandait environ 500 guerriers qui le suivaient dans une zone comprise entre l'est du Colorado, l'ouest du Kansas et le Nebraska. Il participa, en 1864-65 à la guerre Arapaho-Cheyenne, en représailles au massacre de Sand Creek. Mais il renonça à la lutte, après avoir compris la futilité d'une victoire au combat.
Lors d'un conseil pour la paix, en 1867, il fit valoir que les blancs devaient cesser de faire la guerre aux Cheyennes en envahissant leurs terres comme de leur dire sans cesse qu'ils devaient abandonner leurs terres pour avoir la paix. L'agent des affaires indiennes Edward Wynkoop essaya de négocier la paix avec lui en des termes peu conciliants. Lors d'un pourparler de paix, Tall Bull empêcha personnellement le grand guerrier cheyenne Roman Nose de tuer le général Winfield Hancock.
En 1868, il participa à la bataille de Beecher Island. Au cours de la bataille, il prévint Roman Nose de ne pas se joindre au combat avant d'avoir pu se faire soigner et de le faire rapidement afin de pouvoir reprendre le combat.
Tall Bull fut tué à la bataille de Summit Springs , le 11 juillet 1869, moins d'un an après la mort de son camarade, le grand chez de guerre Roman Nose et du chef Black Kettle. Les sociétés guerrières furent anéanties par la perte de leurs chefs et ne se reconstituèrent plus. Elles cessèrent d'être une menace sur les Grandes Plaines.

## La chanson du loup
L'une de ses chansons lui a survécu :

Mon amour, c'est moi qui suis le chant.
M'entendez-vous ?